# Hate to Say I Told You So
Hate to Say I Told You So är en låt av The Hives, utgiven 2000 på deras andra album Veni Vidi Vicious. Den fanns även med på samlingsalbumet Your New Favourite Band 2002.
Låten gavs ut som första singel från Veni Vidi Vicious. Den misslyckades att ta sig in på singellistan i Sverige. 2002 nådde den dock 23:e plats i Storbritannien och 86:e plats på Billboard Hot 100, deras största singelframgång hittills i USA.

## Listplaceringar
| Lista          | År   | Position |
| -------------- | ---- | -------- |
| Storbritannien | 2002 | 23       |
| Australien     | 2002 | 36       |
| Nederländerna  | 2001 | 85       |
| USA            | 2002 | 86       |